# Levänen
Levänen är en sjö i kommunen Kuopio i landskapet Norra Savolax i Finland. Sjön ligger 102,3 meter över havet. Den är 9,9 meter djup. Arean är 50 hektar och strandlinjen är 6,1 kilometer lång. Sjön  ingår i Kymmene älvs huvudavrinningsområde.   Den ligger omkring 32 kilometer väster om Kuopio och omkring 310 kilometer norr om Helsingfors. 